# Prosecco

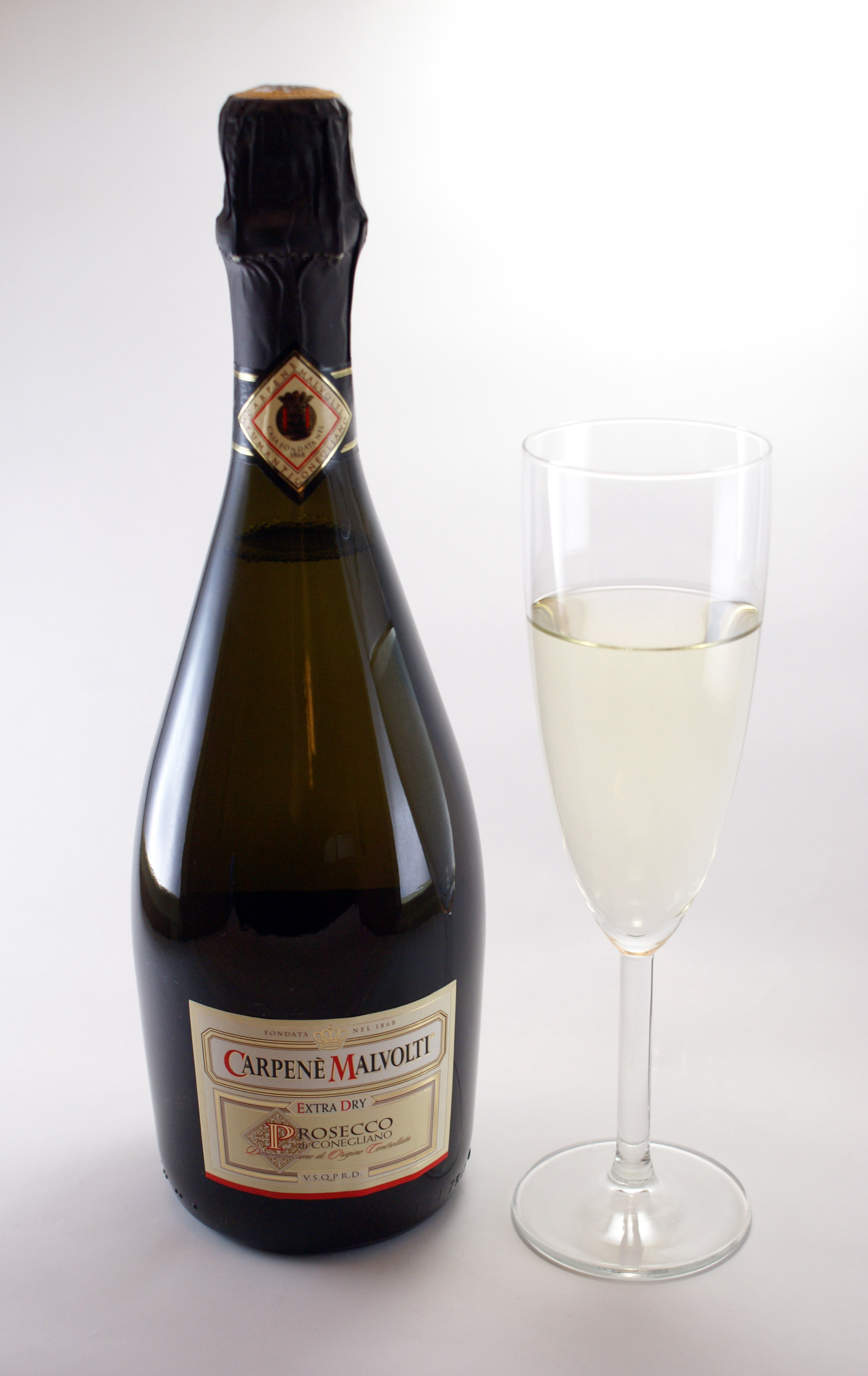
O sticlă de Prosecco di Conegliano spumante extrasec și un pahar de Prosecco frizzante, care încetează să mai formeze bule imediat după ce este turnat

Prosecco (pronunție în italiană [proˈsekko]) este un vin alb italian DOC sau DOCG produs pe o suprafață mare care se întinde pe teritoriile a nouă provincii din regiunile Veneto și Friuli Venezia Giulia și poartă numele satului Prosecco, care se află în provincia Trieste, Italia. Este făcut din struguri Prosecco (redenumit „Glera” în Italia în 2009), dar regulile de denumire permit ca până la 15% din vin să fie alte soiuri permise. Prosecco este aproape întotdeauna produs în stil spumant sau semispumant (spumante și frizzante, respectiv), dar un vin linistit (tranquillo) este, de asemenea, permis. În cadrul acestei denumiri mai mari există două zone mici DOCG, Conegliano Valdobbiadene Prosecco (pe dealurile dintre orașele Conegliano și Valdobbiadene) și Asolo Prosecco (în jurul orașului Asolo). Prosecco Superiore este întotdeauna spumante și provine doar din aceste zone DOCG.
În 2019, Le Colline del Prosecco di Conegliano e Valdobbiadene a devenit un sit al Patrimoniului Mondial UNESCO, în mare parte datorită rolului regiunii în producția de Prosecco. Începând din 2020, regulile DOC permit o varietate rosé de Prosecco denumită spumante rosé, care trebuie să conțină Glera amestecată cu 10–15% Pinot Noir.

## Istorie

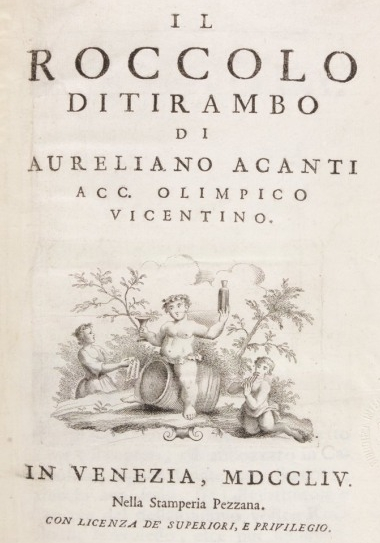
Coperta cărții Il Roccolo Ditirambo (1754), care conține pentru prima dată cuvântul Prosecco

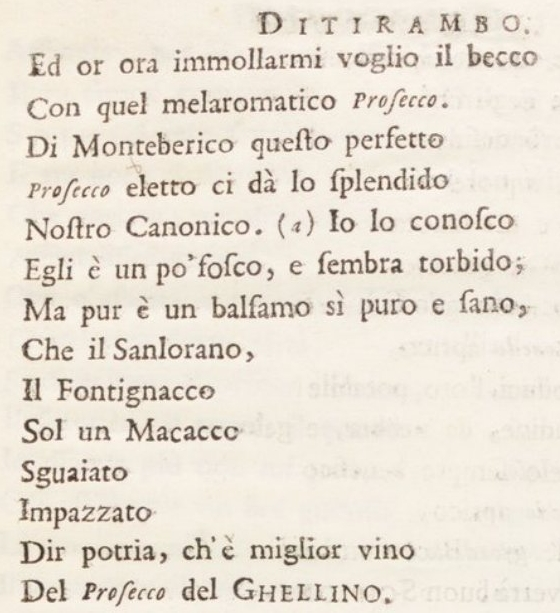
Poemul în care termenul Prosecco apare pentru prima dată în Il Roccolo Ditirambo (1754)

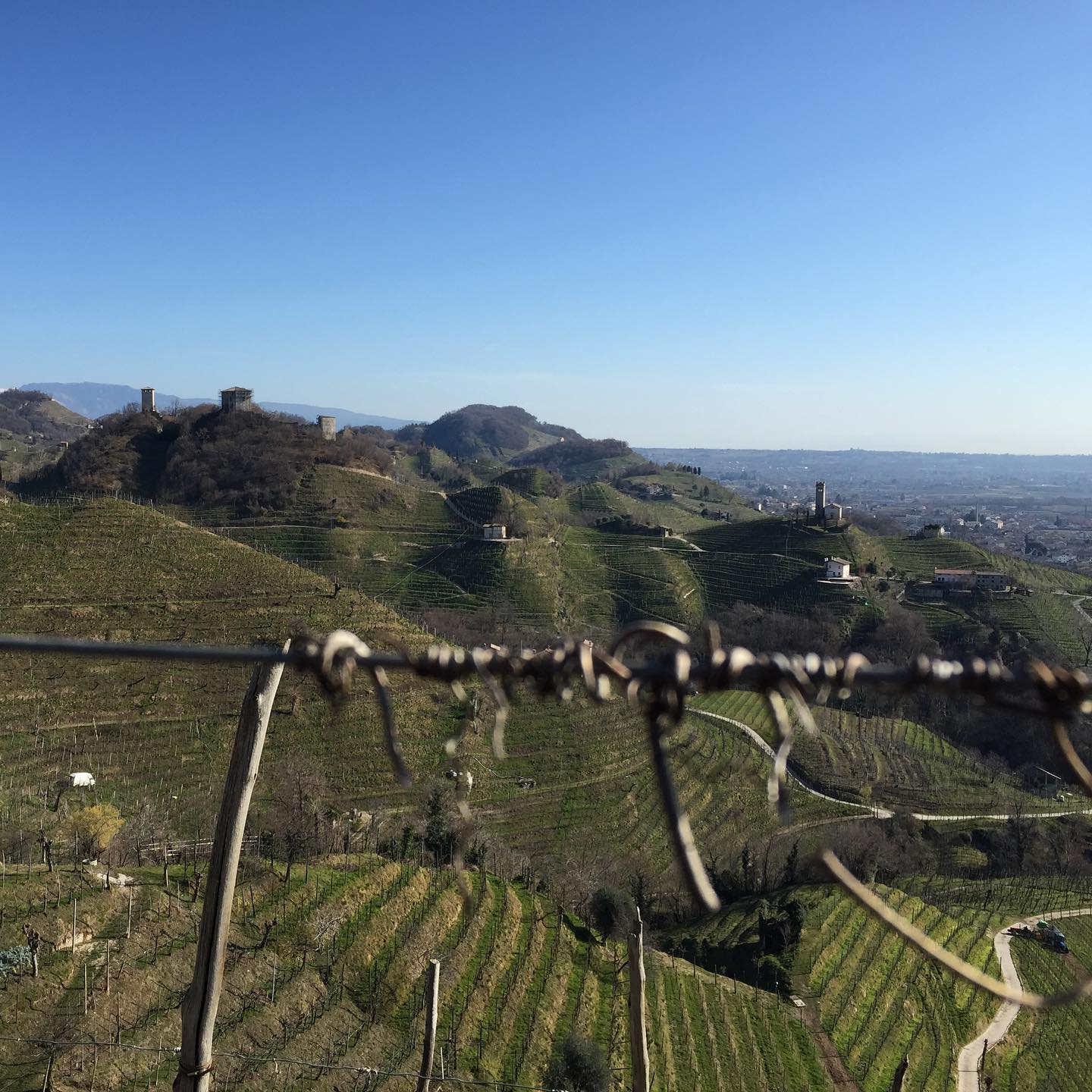
Podgorii din regiunea de origine Prosecco (UNESCO)

La Trieste, la începutul secolului al XVI-lea, vinul local „Ribolla” a fost promovat ca recreere a Pucinianului celebrat de Pliniu cel Bătrân în lucrarea Naturalis Historia și lăudat pentru calitățile sale medicinale de către Livia, soția împăratului Augustus. Necesitatea de a distinge „Ribolla” din Trieste de alte vinuri cu același nume, produse în Gorizia și la un preț mai mic în Istria, a condus, la sfârșitul secolului al XVI-lea, la o schimbare a numelui. În urma presupusului loc de producție din antichitate, vinul a fost denumit „castellum nobile vinum Pucinum”, după castelul din apropierea satului Prosecco.
Prima mențiune cunoscută a numelui Prosecco este atribuită englezului Fynes Moryson, care a folosit ortografia Prosecho. Moryson, care a vizitat nordul Italiei în 1593, notează: „Istria este împărțită în Forum Julii și Istria propriu-zisă... Aici crește vinul Pucinum, numit acum Prosecho, mult celebrat de Pliniu”. El plasează Prosecco printre vinurile celebre ale Italiei: „Acestea sunt cele mai faimoase Vinuri din Italia. La lagrima di Christo și vinuri asemănătoare neere Cinqueterre în Liguria: La vernazza și Muskadine alb, în special cel de la Montefiaschoni în Toscana: Cecubum și Falernum în Regatul Napoli, și Prosecho în Histria.” Metoda de vinificare, adevărata trăsătură distinctivă a Prosecco-ului original, s-a răspândit mai întâi în Gorizia, apoi – prin Veneția – în Dalmația, Vicenza și Treviso.
În 1754, ortografia Prosecco apare pentru prima dată în cartea Il Roccolo Ditirambo, scrisă de Aureliano Acanti în Novoledo, în municipiul Villaverla situat în provincia Vicenza. Vinul era cunoscut atunci de către populația locală vorbitoare de slovenă ca Prosegker sau Prosekar și era cultivat pe coasta Adriaticii, în apropiere de satele Contovello, Prosecco, Santa Croce și fostul oraș de vile romane Barcola.
Versurile sunt: Ed or ora immollarmi voglio il becco Con quel melaromatico prosecco. Di Monteberico questo perfetto prosecco eletto ci da' lo splendido nostro Canonico Ed or ora immollarmi voglio il becco Con quel melaromatico prosecco. Di Monteberico questo perfetto prosecco eletto ci da' lo splendido nostro Canonico (în italiană), „Și acum aș vrea să-mi ud gura cu acel Prosecco cu buchetul lui de mere. De la Monteberico, acest prosecco perfect ne este oferit de însuși de Al Nostru Preot...Domnul Preot Jacopo Ghellini fratele domnului Pietro și domnului Marco. Acei cavaleri din moșia lor de pe Muntele Berico (Monte Berico) adună Prosecco, care are cele mai rare calități, pe care un vin nu le-ar putea avea în alt loc.” Monte Berico este dealul orașului Vicenza.
Vinul a fost definit de strugurele folosit pentru a-l face Prosecco. Satul Prosecco era la aproximativ 150 km de zonele de creștere și nu cultivase niciodată strugurii glera. Importatorii britanici au început să fie interesați să importe vinul cantitativ; ca răspuns, ministrul italian al agriculturii a extins „denominazione di origine controllata” (DOC) pentru a acoperi Prosecco-ul îndepărtat. Aceasta a fost urmată de revendicarea statutului de patrimoniu mondial UNESCO pentru „Dealurile Prosecco din Conegliano și Valdobbiadene” câțiva ani mai târziu. Prosecco a fost introdus pe piața principală din SUA în 2000 de către Mionetto, acum cel mai mare importator de Prosecco din SUA, care a raportat o „tendință de creștere incredibilă” în 2008. Potrivit unui raport din 2008 al The New York Times, popularitatea Prosecco a crescut brusc pe piețele din afara Italiei, vânzările globale crescând cu procente de două cifre din 1998, ajutate și de prețul său relativ scăzut. Regatul Unit a devenit la mijlocul anilor 2010 cea mai mare piață de export pentru Prosecco, consumând un sfert din toată producția italiană. Producția s-a extins masiv, la vânzări de 500 de milioane de euro în 2019.
Până în 2008, Prosecco a fost protejat ca DOC în Italia, ca Prosecco di Conegliano-Valdobbiadene, Prosecco di Conegliano, Prosecco di Valdobbiadene și Prosecco di Colli Asolani. Începând din 2009 aceste două zone au fost promovate la statutul DOCG. Pentru a proteja în continuare numele, o asociație de cultivatori tradiționali de Prosecco a susținut statutul de denumire de origine protejată pentru Prosecco din nordul Italiei în conformitate cu legislația europeană. Prin urmare, de la 1 ianuarie 2010, Prosecco, conform unui ordin al ministrului italian al Agriculturii din 17 iulie 2009, nu mai este denumirea unui soi de struguri (acum se numește Glera), ci exclusiv o indicație geografică. Acest lucru a fost confirmat de Regulamentul EG Nr. 1166/2009 din 30 noiembrie 2009. Colli Asolani Prosecco Superiore DOCG și-a schimbat ulterior numele în Asolo Prosecco Superiore DOCG în 2014.

## Producție

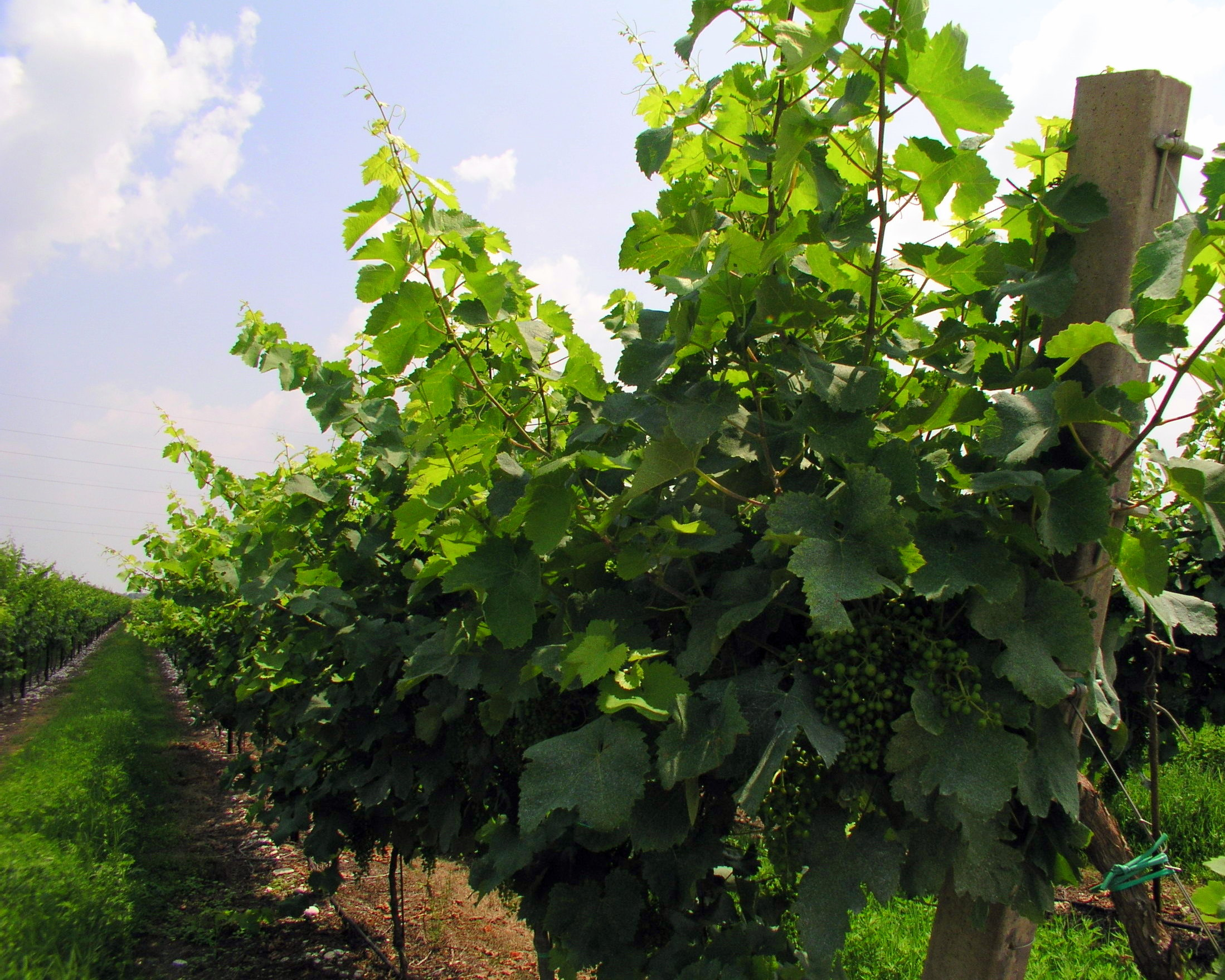
Strugurii Glera pe viță de vie în zona Prosecco, maturare incipientă

Spre deosebire de Champagne și Franciacorta DOCG, Prosecco este de obicei produs folosind metoda alternativă Charmat-Martinotti, în care fermentarea secundară are loc în rezervoare mari de oțel inoxidabil, mai degrabă decât în fiecare sticlă individuală, făcând vinul mai puțin costisitor de produs, iar timpul minim de producție este de 30 de zile. Prosecco-ul de calitate superioară, care utilizează această metodă, va fi obținut din fermentarea vinului pe o perioadă mai îndelungată, până la aproximativ 9 luni (Charmat Lungo). Cu toate acestea, regulile de producție pentru ambele DOCG permit, de asemenea, utilizarea metodei tradiționale de fermentare secundară în sticlă, cunoscută în Italia ca Metodo Classico. Regulile DOC și DOCG permit ca până la 15% din vinul Prosecco să fie un amestec de Verdiso, Bianchetta Trevigiana, Perera, Chardonnay, Pinot Bianco, Pinot Grigio sau Pinot Noir (vinificat alb).
Aproximativ 150 de milioane de sticle de Prosecco au fost produse în 2008. Creșterea ulterioară uriașă a însemnat că această cifră s-a apropiat de 600 de milioane de sticle în 2018.
Din anii 2000, strugurii Glera sunt cultivați și se produc vin în alte țări, inclusiv Brazilia, România, Argentina și Australia.
În regiunea Conegliano și Valdobbiadene DOCG, există peste 150 de producători și împreună formează Consorțiul pentru Protecția Prosecco din Conegliano și Valdobbiadene (Consorzio per la Tutela del Prosecco di Conegliano e Valdobbiadene). DOCG are și propriul consorzio, cu 94 de producători.

### Prosecco DOC

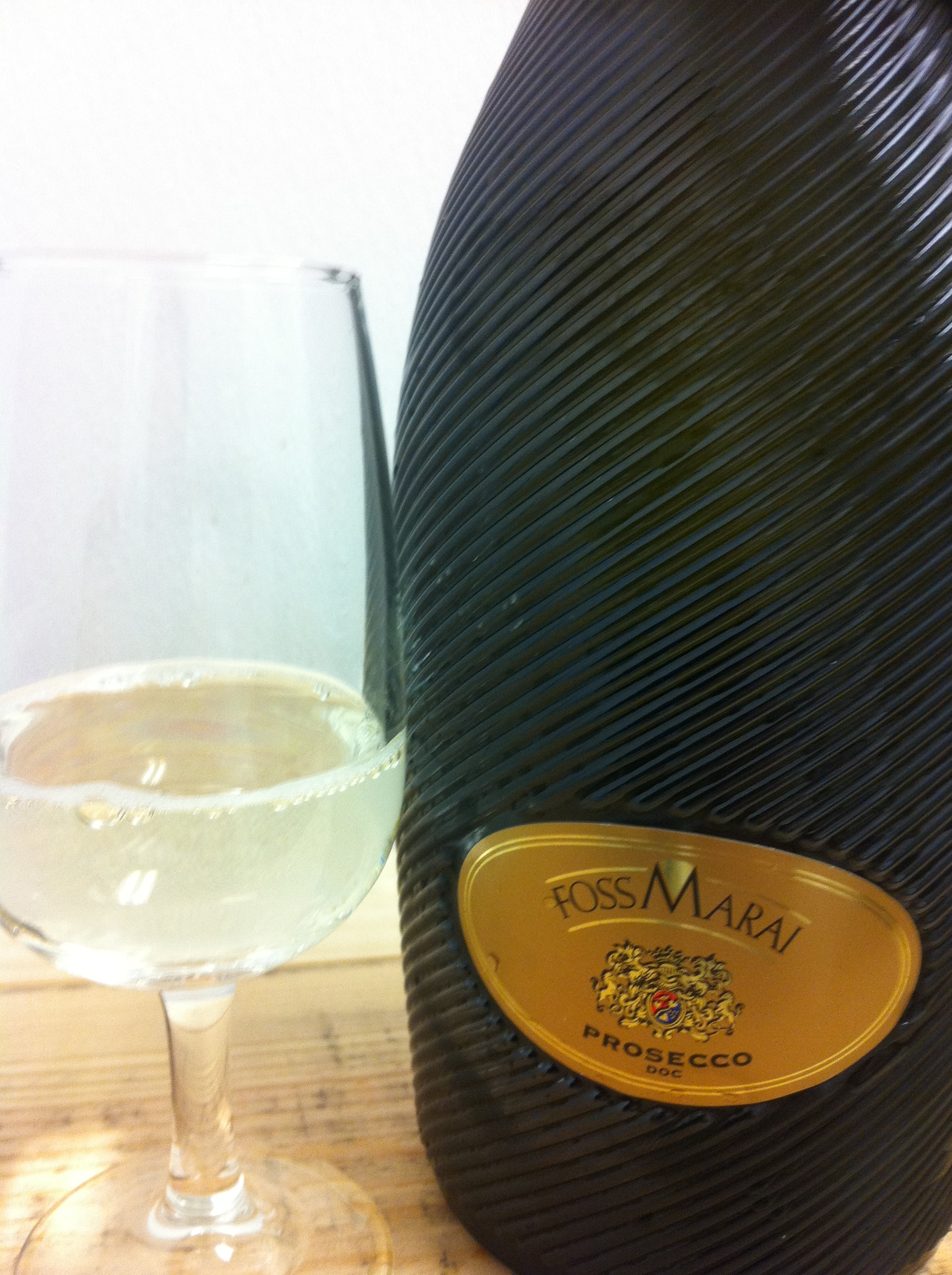
Sticlă de Prosecco care arată denumirea DOC pe etichetă

Majoritatea Prosecco, indiferent dacă este DOC sau DOCG, este produs ca vin spumant Spumante sau Frizzante (semispumant). Prosecco DOC Spumante este cel mai faimos și popular soi, cu bule de lungă durată. Prosecco DOC Frizzante are bule mai puțin persistente. O mică proporție este făcută ca Tranquillo (vin liniștit), fără bule. Tranquillo reprezintă doar aproximativ cinci la sută din producție, iar acest vin este rareori exportat.
În funcție de dulceața lor, în conformitate cu Reglementările UE privind dulceața vinului pentru termenii utilizați pentru a indica dulceața vinului spumant, Prosecco-urile sunt etichetate „Brut” (până la 12 grame pe litru de zahăr rezidual), „Extrasec” (12–17 g/L) sau „Sec” (17–32 g/L). Extrasec a fost stilul dominant realizat, dar cantitatea de Sec este acum în creștere.
Strugurii Glera obținuți în stilul Prosecco în afara regiunii cu denumirea de origine protejată (DOC/DOCG) au o denumire ne-protejată, cum ar fi "IGT Veneto", și în general sunt mai ieftini și prezintă o calitate mai variabilă, dar nu pot fi numiți Prosecco. În timp ce tot Prosecco este în prezent vinificat alb, a fost propusă o versiune rosé, dar numai pentru DOC, deoarece a fost respins de DOCG. Este probabil ca un astfel de rosé, care ar include o mică proporție de roșu vinificat Pinot Noir, să fie adoptat doar la nivel DOC din recolta 2019 și, prin urmare, să fie disponibil pentru cumpărare încă din ianuarie 2020. 

### Prosecco Superiore DOCG

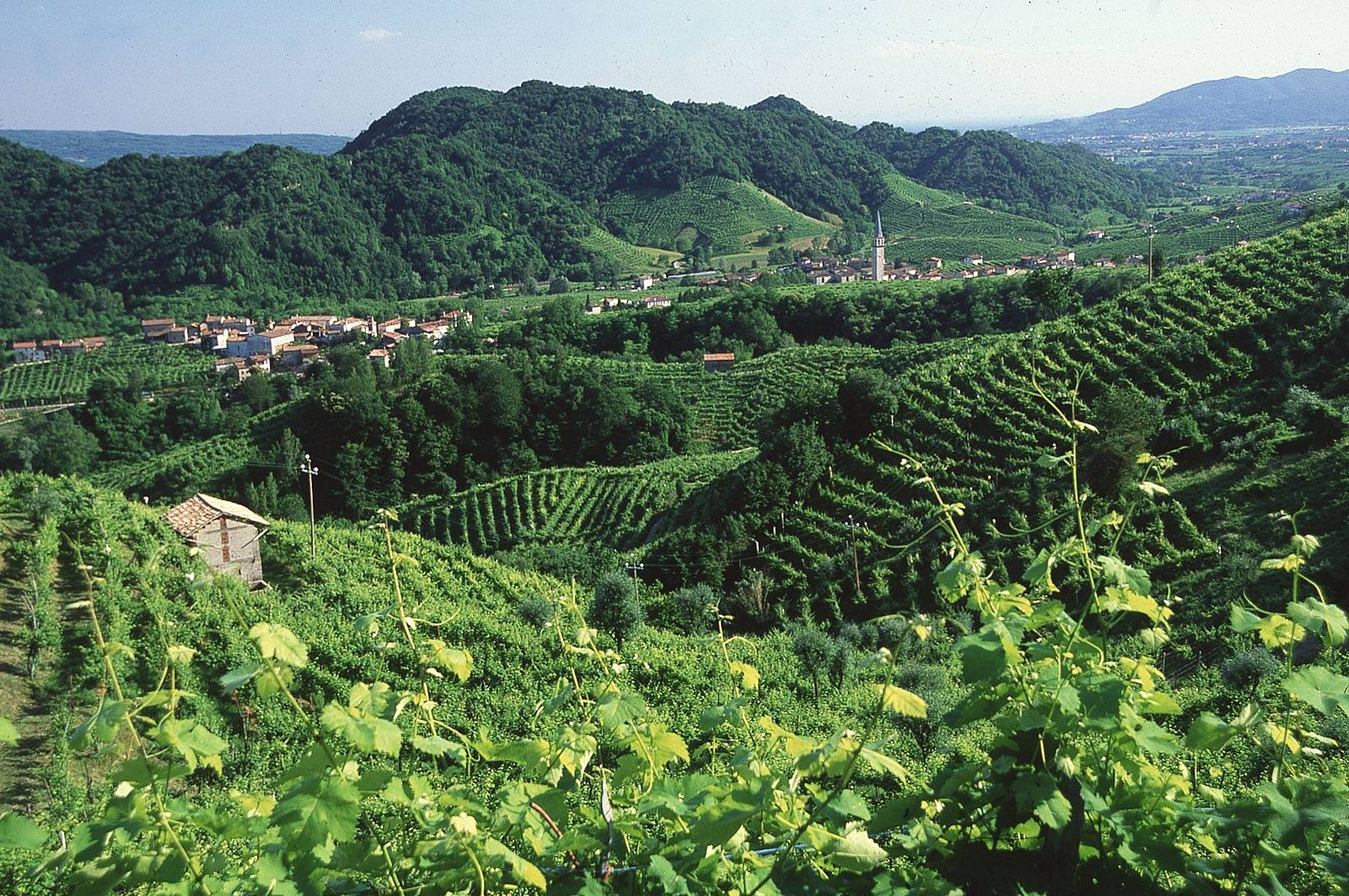
Valea Prosecco, Patrimoniul Mondial UNESCO

Există două Prosecco Superiore DOCG, împărțite de râul Piave, în provincia Treviso din Veneto. Prosecco Conegliano Valdobbiadene Superiore DOCG se face pe dealurile dintre orașele Conegliano, Valdobbiadene și Vittorio Veneto. Recent, producătorii din Valdobbiadene au avut tendința de a omite mențiunea Conegliano pe eticheta lor frontală, denumindu-și vinul Valdobbiadene Prosecco Superiore. Al doilea DOCG este Asolo Prosecco Superiore DOCG mai mic, produs pe dealurile din apropierea orașului Asolo. În prezent, pe lângă gama obișnuită de stiluri Prosecco, Asolo DOCG poate face și un „Extrasec” (0-6 g/L), iar Conegliano Valdobbiadene este de așteptat să introducă acest stil în curând. În timp ce cea mai mare parte a Prosecco DOC este cultivată pe câmpii joase, într-o zonă extinsă care acoperă 23.300 de hectare, DOCG Prosecco Superiore este cultivată exclusiv pe podgorii de deal în două zone de creștere mult mai mici, 6.860 de hectare pentru Conegliano Valdobbiadene și 1.783 de hectare pentru Asolo. Înclinarea dealurilor înseamnă că totul, de la tăierea vieiilor până la recoltare, se face în principal manual. Aspectul manual, în special pentru recoltare, crește și mai mult calitatea.

### Subzona Superiore di Cartizze
Dealul Cartizze este o podgorie înaltă de 305 metri, având 107 hectare de viță de vie, deținută de 140 de cultivatori. Prosecco obținut din strugurii săi, din care se produce relativ puțin, este considerat pe scară largă a fi de cea mai înaltă calitate,  sau chiar „Grand Cru” de Prosecco.
Teoretic, s-a estimat că un hectar de teren cu struguri Cartizze valorează peste 1 milion de dolari SUA în 2008, iar valoarea sa a fost estimată că a crescut la 1,5 - 2 milioane de euro în 2015, cel mai mult pentru o vie din Italia. Vinul spumant produs din Cartizze a fost recent numit de producători ca Superiore di Cartizze, fără a menționa Prosecco pe eticheta din față pentru a-și sublinia și mai mult teritoriul.
Potrivit unei legende locale, strugurii Cartizze au fost recoltați în mod tradițional ultimii, deoarece vița-de-vie era situată pe pante abrupte și greu accesibile, ceea ce i-a făcut pe viticultori să descopere că această perioadă prelungită de coacere a îmbunătățit aroma. Cu toate acestea, într-o degustare oarbă de la târgul Vinitaly din 2006, Cartizze spumanti s-a clasat constant în spatele prosecco-ului „normal”.

### Subzonele Rive
În timp ce Cartizze este o subzonă aflată în vârful piramidei calității Prosecco Conegliano Valdobbiadene Superiore DOCG, Consorzio-ul lor a introdus și delimitări oficiale ale subzonei Rive, adică 15 comune care pot produce 43 de vinuri diferite. Acestea sunt numite după dealurile individuale de unde provin strugurii, deși acest lucru adaugă complexitate, iar adoptarea este până acum neregulată. Intenția este de a evidenția diferitele microclimate și terroir-uri distincte găsite în DOCG. Asolo Superiore DOCG nu a introdus subzone.

### Col Fondo
Unii vinificatori reînvie tradiționalul Prosecco Col Fondo, refermentat în sticlă, dar nedegorjat, deoarece vinurile sunt lăsate pe drojdie. Acest reziduu de drojdie lasă un sediment fin în fundul sticlei (fondo în italiană) care conferă mai multă complexitate, textură și aromă. Pot fi servite fie limpezi, fie tulburi. Aceste vinuri sunt etichetate Conegliano Valdobbiadene Superiore DOCG sau Asolo Superiore DOCG. Col Fondo are, în general, o presiune mai mică, în stil Frizzante, de 250 kilopascali (2,5 bar).

## Consum

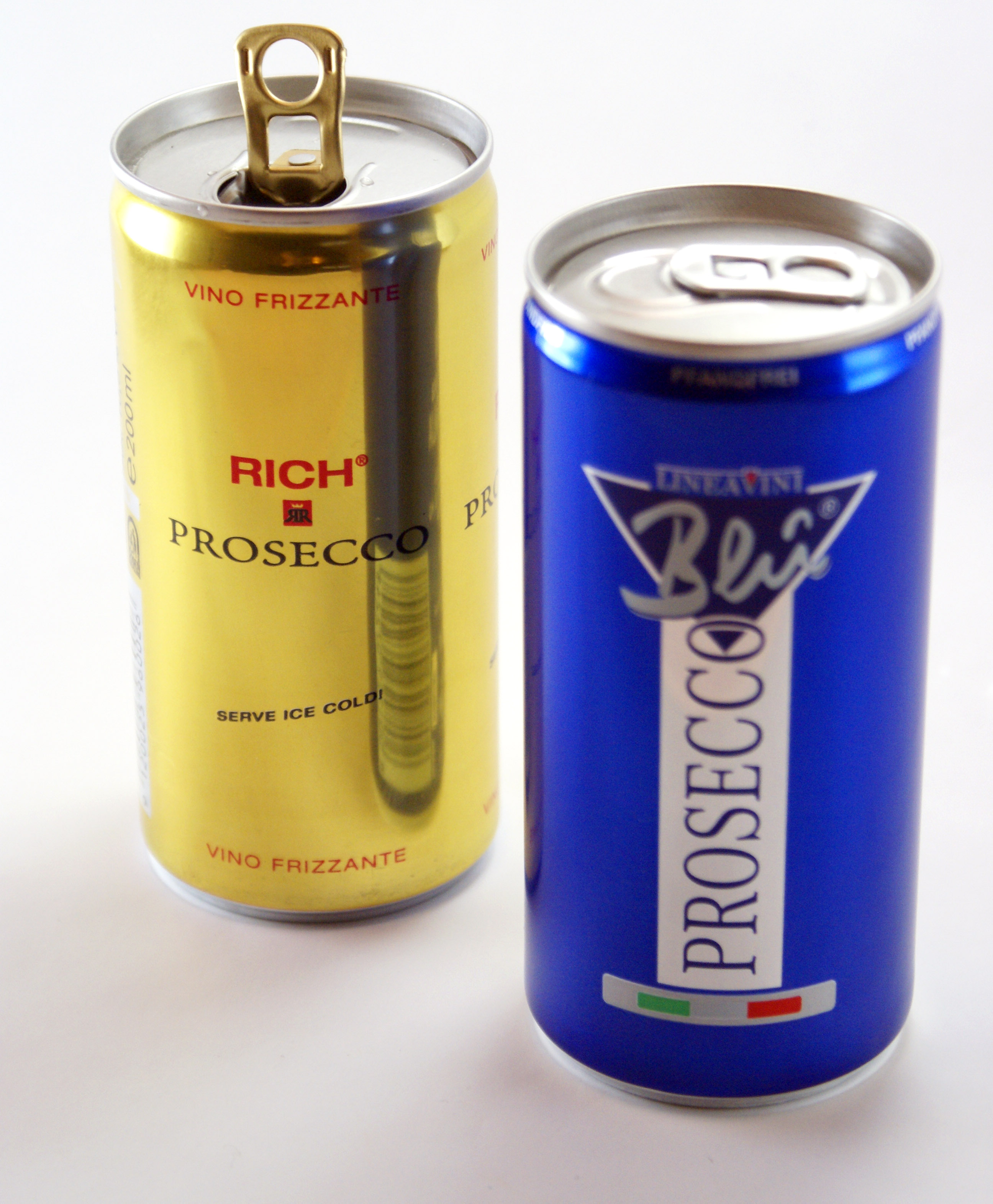
Prosecco-ul ieftin se vinde și în doze.

În Italia, Prosecco este un vin folosit omniprezent. În afara Italiei, cel mai adesea se bea ca aperitiv. Ca și în cazul altor vinuri spumante, Prosecco este servit rece.
Cu excepția Col Fondo și a oricărui Método Classico Prosecco, majoritatea prosecco-ului nu fermentează în sticlă. De obicei, ar trebui să fie băut tânăr, de preferință în trei până la cinci ani de la recolta sa. Cu toate acestea, Prosecco de înaltă calitate poate fi învechit până la șapte ani.
Opinia conform căreia Prosecco nu poate fi învechit a fost contestată de alți experți. O degustare din 2013 a vinurilor produse între 1983 și 2013 a demonstrat longevitatea vinurilor de la unul dintre producătorii lor de top.
Prosecco are un minim de 10,5 - 11,5% alcool în volum, în funcție de regulile DOC/DOCG. Gustul de prosecco a fost descris ca fiind aromat și crocant, amintind de măr galben, pere, piersică albă și caise. Majoritatea variantelor de prosecco au arome primare intense și sunt menite să aibă un gust proaspăt, ușor și relativ simplu.
Cel mai frecvent, Prosecco este servit neamestecat, dar apare și în mai multe cocktailuri. Este ingredientul principal în cocktailurile originale Bellini și Spritz și poate fi folosit și în altele, cum ar fi Mimosa sau Hugo. Cu vodcă și sorbet de lămâie, Prosecco este, de asemenea, un ingredient al cocktailului italian Sgroppino.